# Lidokaina
Lidokaina (łac. lidocainum), lignokaina, ksylokaina – organiczny związek chemiczny, pochodna acetanilidu. Stosowana jako środek miejscowo znieczulający. Przeważnie podawana jest przezskórnie w formie aerozolu lub żelu. W stomatologii najczęściej używany w postaci dwuprocentowego roztworu chlorowodorku lidokainy w ampułkach (w czystej postaci albo z dodatkiem adrenaliny lub noradrenaliny). W lecznictwie lidokaina stosowana jest zarówno w postaci wolnej zasady, jak i w postaci chlorowodorku.
Lidokaina jest również lekiem antyarytmicznym z grupy Ib. Skraca czas trwania potencjału czynnościowego (wydłuża czas potencjału spoczynkowego). Nie przedłuża okresu refrakcji. Hamuje nieprawidłowy automatyzm w komorach.

## Działanie
Powoduje odwracalne zahamowanie przewodnictwa impulsów we włóknach nerwowych poprzez blokowanie pompy sodowo-potasowej i zahamowanie przepuszczalności błony neuronu dla jonów sodu. Charakteryzuje się stosunkowo małym wpływem depresyjnym na mięsień sercowy i nie wpływa na częstość akcji serca. Efekt zastosowania lidokainy w aerozolu jest widoczny po upływie minuty i trwa przez 5–6 minut. Metabolizowana jest w wątrobie, wydalana w 90% w formie nieaktywnych metabolitów.

## Działania niepożądane
- obrzęk
- zblednięcie lub zaczerwienienie skóry
- uczucie pieczenia lub świąd, drgawki, porażenie ośrodka oddechowego, nudności, wymioty
- methemoglobinemia

Zatrucie, po przedawkowaniu lidokainy objawia się nudnościami, wymiotami, obniżeniem ciśnienia i drżeniem mięśni. W ciężkich zatruciach pojawiają się drgawki, zaburzenia widzenia, zapaść i porażenie ośrodka oddechowego. U osób z zaburzeniami przewodzenia impulsów w sercu, może wystąpić zatrzymanie akcji serca.

## Preparaty
Przykładowe preparaty zawierające lidokainę dostępne w Polsce:

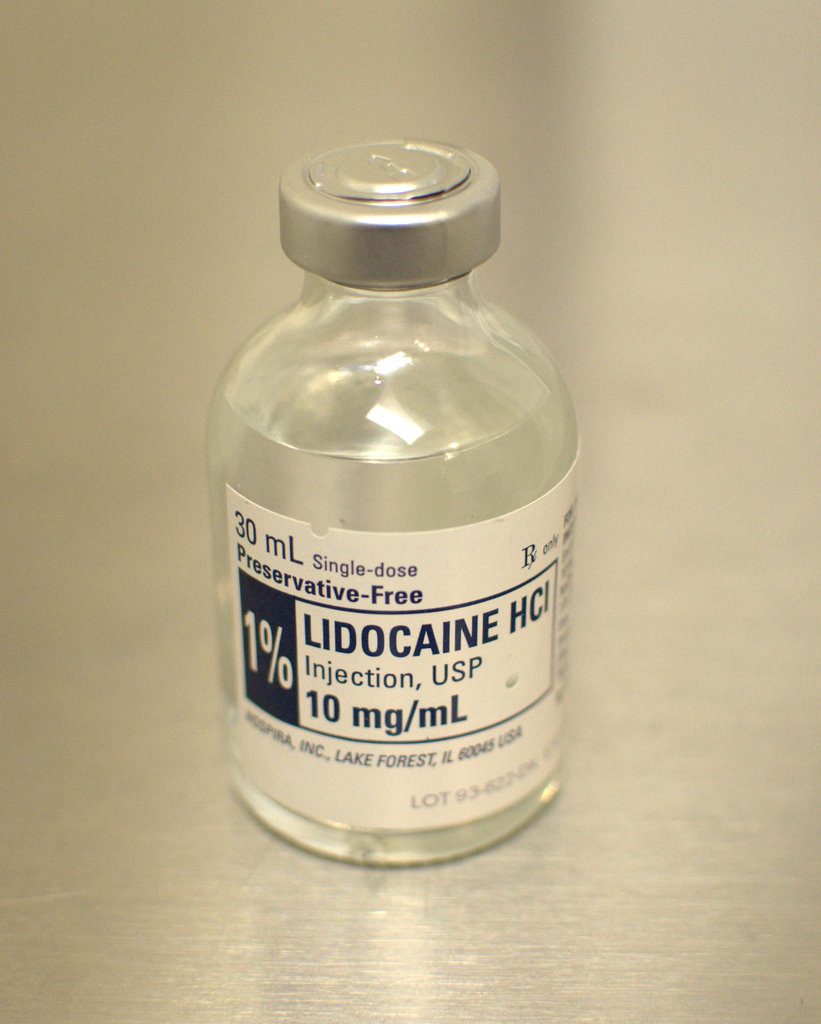
Lidokaina w formie roztworu do wstrzykiwań

Bobodent (żel), Lidocain-Egis (aerozol), Lidoposterin (maść doodbytnicza), Lignocain (roztwór do wstrzykiwań), Lignocainum Hydrochloricum WZF (roztwór do wstrzykiwań), Lignocainum Jelfa (żel), Lignox (żel), Lignox Spray (aerozol, roztwór), Trachisan (pastylki), Versatis (plaster leczniczy), Xylocaine (roztwór do wstrzykiwań), Gardimax (aerozol), Dentinox (żel)

## Wskazania
Miejscowe znieczulenie skóry przed bolesnymi zabiegami. Znieczulenie powierzchniowe przed drobnymi zabiegami. Miejscowe znieczulenie błon śluzowych. Czasami składnik preparatów na ból gardła, rzadziej lek przeciwarytmiczny (w niemiarowości komorowej). Według aktualnych wytycznych resuscytacji krążeniowo-oddechowej jest stosowana w resuscytacji w opornym na leczenie VF/VT jedynie wtedy, gdy amiodaron jest niedostępny, w dawce 100 mg (1–1,5 mg/kg).

## Przeciwwskazania
- nadwrażliwość na amidowe leki znieczulające
- methemoglobinemia
- nie stosować w przypadku istniejącego ryzyka przeniknięcia do ucha środkowego – potencjalne działanie ototoksyczne
- bradykardia
- blok przedsionkowo-komorowy II i III stopnia
- zaburzenia czynności węzła zatokowego[3]